# Stadion Kolejarza Stróże
Stadion Kolejarza Stróże – stadion piłkarski zlokalizowany w Stróżach należący do klubu Kolejarz Stróże. Na tym stadionie rozgrywane są mecze w których uczestniczy właściciel tego obiektu. Stadion oddany do użytku został w roku 1949. 